# ماتوی گویگانوف
ماتوی گویگانوف (انگلیسی: Matvey Guyganov؛ زادهٔ ۲۸ ژوئیهٔ ۱۹۹۴) بازیکن فوتبال اهل اوکراین است.
از باشگاه‌هایی که در آن بازی کرده‌است می‌توان به باشگاه فوتبال آرارات ایروان اشاره کرد.